# Повзуча плоть
Повзуча плоть (англ. The Creeping Flesh) — англійський фільм жахів 1973 року.

## Сюжет
Професор Еммануїл Хілбдерн, знаходить в горах Нової Гвінеї скелет предка людини і привозить його додому для дослідження. Він вважає, що ця знахідка може перевернути все уявлення про еволюцію людини. Дуже скоро з'ясовується, що якщо потерти кістки скелета водою, то на них дивним чином наростає плоть.

## У ролях
| Актор             | Роль             |
| ----------------- | ---------------- |
| Крістофер Лі      | Джеймс Хілдрен   |
| Пітер Кашинг      | Еммануїл Хілдрен |
| Лорна Хейлброн    | Пенелопа         |
| Джордж Бенсон     | Ватерлоу         |
| Кеннет Дж. Воррен | Ленні            |
| Дункан Ламонт     | інспектор        |
| Гаррі Лок         | бармен           |
| Хеджер Воллес     | доктор Перрі     |
| Майкл Ріппер      | Картер           |
| Катрін Фінн       | Емілі            |